# اوست-سالدیباش
اوست-سالدیباش (انگلیسی: Ust-Saldybash) یک شهرک در شهرستان نوریمانوفسکی استان باشقیرستان کشور روسیه است.